# Josef Říman
Josef Říman (30. ledna 1925 Horní Suchá–12. října 2019 Praha) byl český a československý lékař, biochemik, molekulární biolog, genetik, předseda Československé akademie věd, politik Komunistické strany Československa a poslanec Sněmovny národů Federálního shromáždění za normalizace.

## Biografie
Vystudoval Lékařskou fakultu Univerzity Karlovy, kde v roce 1955 získal titul kandidát věd, roku 1967 docent lékařské chemie a biochemie a roku 1982 profesor biochemie.
K roku 1986 se profesně uvádí jako předseda Československé akademie věd. Od roku 1973 v ní působil jako člen-korespondent, od roku 1977 jako akademik. Působil jako profesor na Univerzitě Karlově, přednášel na Přírodovědecké fakulty Univerzity Karlovy. Od roku 1975 byl ředitelem Ústavu molekulární genetiky ČSAV. V ČSAV zastával v letech 1978–1980 post vědeckého sekretáře, v letech 1981–1985 místopředsedy a od roku 1986 předsedy ČSAV. V roce 1969 a znovu roku 1978 se stal laureátem státní ceny Klementa Gottwalda. V roce 1979 mu byla udělena Státní cena SSSR a roku 1983 Řád práce. V roce 2017 vyšly jeho paměti.
XVI. sjezd KSČ ho zvolil za kandidáta Ústředního výboru KSČ, XVII. sjezd KSČ ho zvolil členem ÚV KSČ.
Ve volbách roku 1986 zasedl za KSČ do české části Sněmovny národů (volební obvod č. 7 - Praha 8). Ve Federálním shromáždění setrval do prosince 1989, kdy rezignoval na svůj mandát v rámci procesu kooptací do Federálního shromáždění po sametové revoluci.

## Vědecká práce
Ve vědeckých kruzích byl znám především jako průkopník studia onkogenních virů a molekulárních mechanismů základních buněčných genetických procesů. V těchto oborech se se svými spolupracovníky kolem roku 1970 pohyboval na světové špičce a měl blízko k tematice, která byla později odměněna Nobelovou cenou. V roce 1991 skončil ve funkci ředitele ústavu, odešel zpět do laboratoře a tam ještě 15 let spolu s jedinou laborantkou pracoval na výzkumu nádorových buněk – za toto období napsal 12 dobrých vědeckých publikací.